# 1968年鐵路
此條目列出1968年發生有關鐵路運輸的事件。

## 事件

### 1月
- 1月1日：林口線通車。

### 2月
- 2月1日：賓夕法尼亞鐵路與紐約中央鐵路合併成賓州中央運輸公司（英语：Penn Central Transportation Company）。
- 2月9日：鹿特丹地鐵通車，成為荷蘭第一條地鐵路線。

### 4月
- 4月1日：丸森線通車。
- 4月7日：神戶高速鐵道阪神三宮至西代站及阪急三宮至新開地站通車。
- 4月15日：臺鐵蘇澳新站啟用。

### 5月
- 5月10日：多倫多地鐵央街－大學線由活拜站延長至窩頓站，基爾站延長至伊斯靈頓站。

### 6月
- 6月5日：馬德里地鐵5號線通車。
- 6月15日：都營地下鐵1號線新橋站至大門站複線化。21日，由大門站延長至泉岳寺站。

### 7月
- 7月29日：大阪市營地下鐵4號線東段由森之宮站延長至深江橋站。

### 9月
- 9月1日：倫敦地鐵維多利亞線通車，來往沃爾瑟姆斯托中央站至高貝利及伊斯靈頓站[1]。
- 9月30日：南京長江大橋通車。

### 10月
- 10月4日：法蘭克福地鐵第一段通車，成為德國「城鐵」概念的先驅。
- 10月14日：尤斯頓車站重建完工，開放使用。

### 11月
- 11月4日：基輔地鐵斯維亞托申-布羅瓦雷線由達爾尼察站延長至共青團站。
- 11月15日：都營地下鐵1號線由泉岳寺站延長至西馬込站。

### 12月
- 12月1日：倫敦地鐵維多利亞線由高貝利及伊斯靈頓站延長至華倫街站。
- 12月17日：大阪市營地下鐵2號線由谷町四丁目站延長至天王寺站。
- 12月27日：都營地下鐵6號線通車，來往巢鴨站至志村站。當時與其他路線脫網。